# Lago di Bolluk
Il lago di Bolluk (in turco: Bolluk Gölü) è un lago in Turchia. Il lago si trova nel distretto (ilçe) di Cihanbeyli della provincia di Konya a 38º 32'N e 32°56'E. Esso si trova ad est dell'autostrada D-715, che collega Ankara a Silifke, e a ovest del lago Salato. L'area del lago è di 11,5 chilometri quadrati. La sua elevazione rispetto al livello del mare è di 940 metri. L'acqua del lago è dura per l'alto contenuto di sodio. Recentemente, per il lago sono sorte due minacce: il livello delle acque di falda sta scendendo a causa dell'eccessiva irrigazione e i torrenti che alimentano il lago sono inquinati. Il World Water Forum della Turchia sta conducendo un progetto per proteggere il lago.

## Fauna
Il gabbiano roseo, il gabbiano corallino, la sterna zampenere, il corriere di Leschenault, le platalee, il cavaliere d'Italia e le avocette sono gli uccelli presenti nel lago.